# 流山市総合運動公園
流山市総合運動公園（ながれやましそうごううんどうこうえん）は、千葉県流山市野々下一丁目40番地1（所在地代表住所）にある運動公園である。

## 概要
流山市が市民の健康増進と憩いの中心的な役割を担う公園として整備した運動公園で、流山市の代表的な公園である。体育館・野球場・テニスコート・ミニアスレチックコース・日本庭園・SL展示場 (D51 14)・ピクニック広場などが整備されており、付近にキッコーマンアリーナ(流山市民総合体育館)が隣接している。
本公園は区画整理事業区域に指定されており、敷地面積は変わらないものの敷地の形状が変更される。現在一部地域は区画整理事業に伴い閉鎖中である。ピクニック広場の面積が半減するほか、湿生植物園は埋め立てで姿を消す。桜の名所であった池は、調整池に姿を変える。
首都圏新都市鉄道つくばエクスプレス流山セントラルパーク駅の「流山セントラルパーク」とは当公園のことを指しており、公園に近接して駅が設置されている。
2026年4月、公園内にカフェがオープン予定。

## 施設利用
野外ステージ・テニスコート・多目的広場の利用や、犬の散歩は事前（1週間程度前）に市に申込が必要である。

### 利用日と時間
| 利用施設 | 利用日                                 | 利用時間          |
| -------- | -------------------------------------- | ----------------- |
| 体育館   | 終日（毎月第三月曜日・年末年始を除く） | 午前9時 - 午後9時 |

## ギャラリー

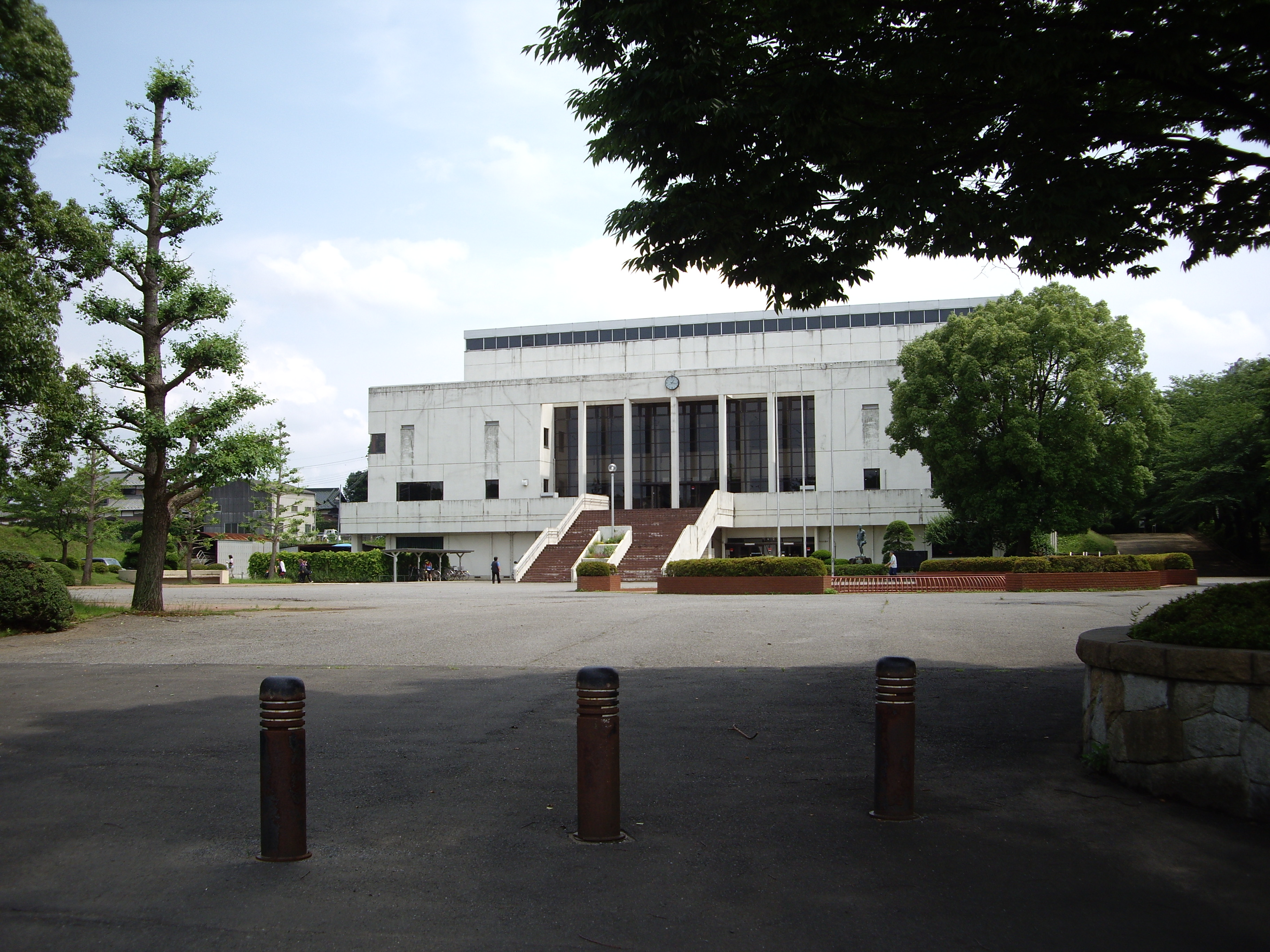
入口・体育館
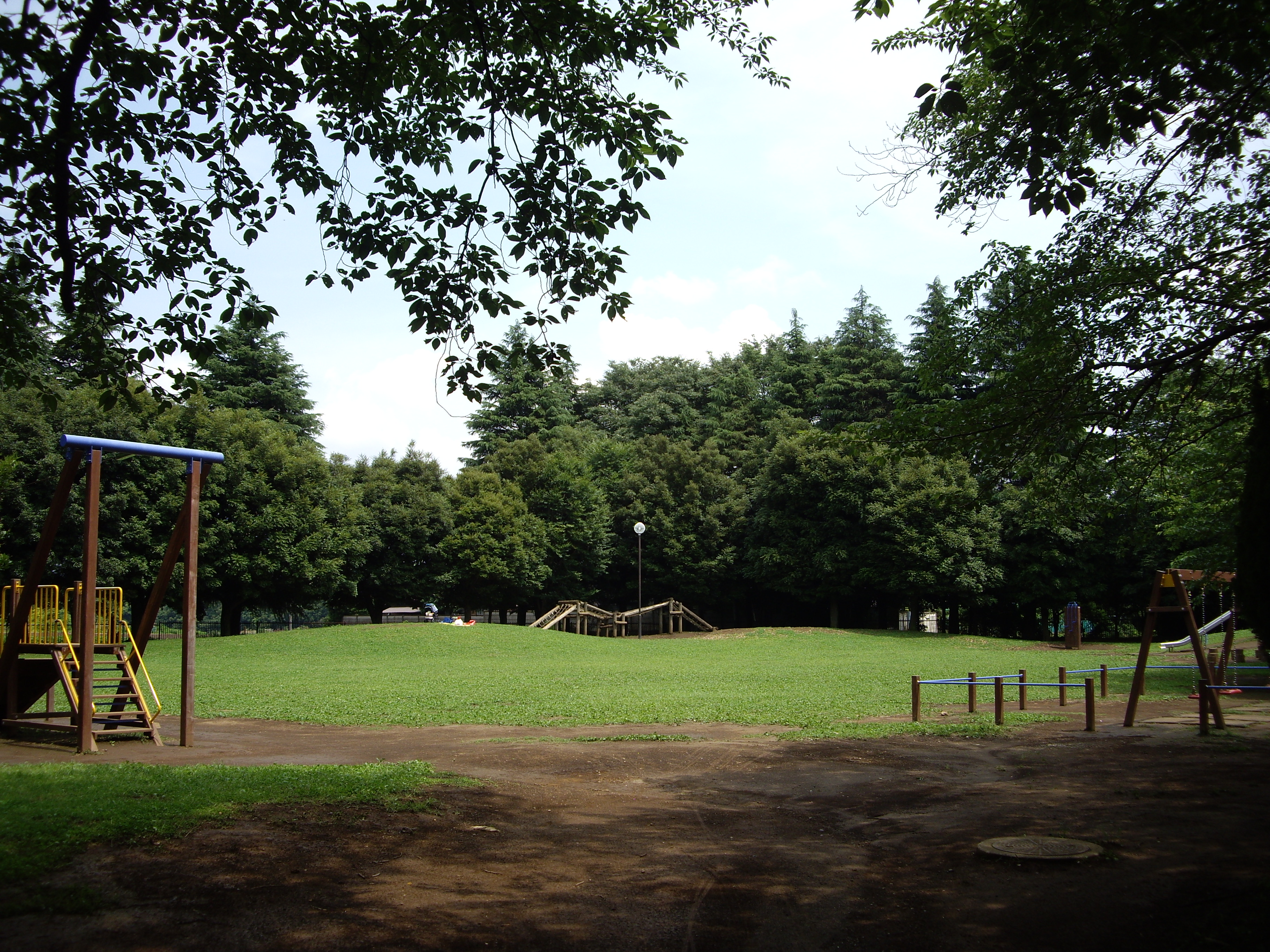
遊具広場
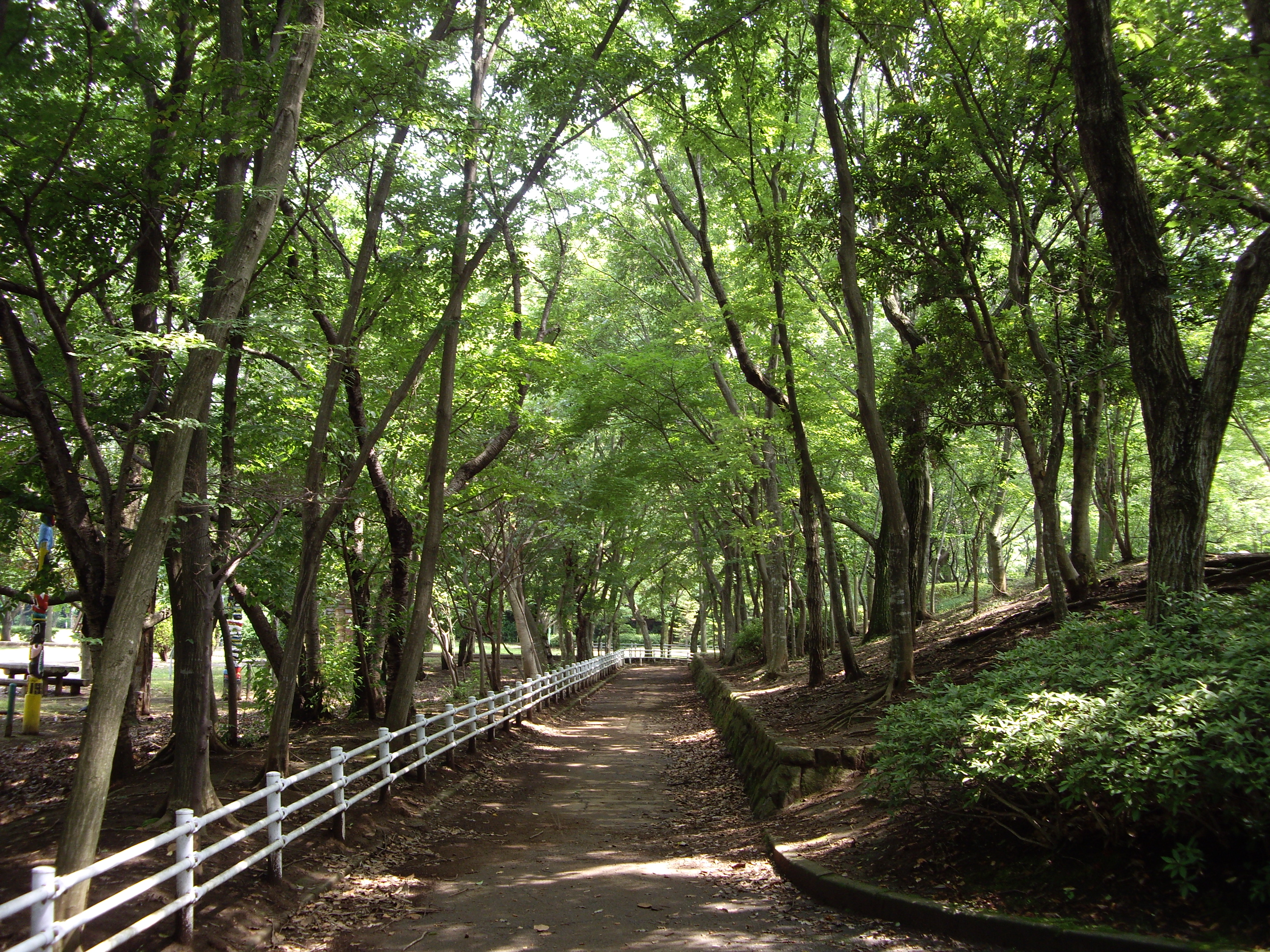
並木道
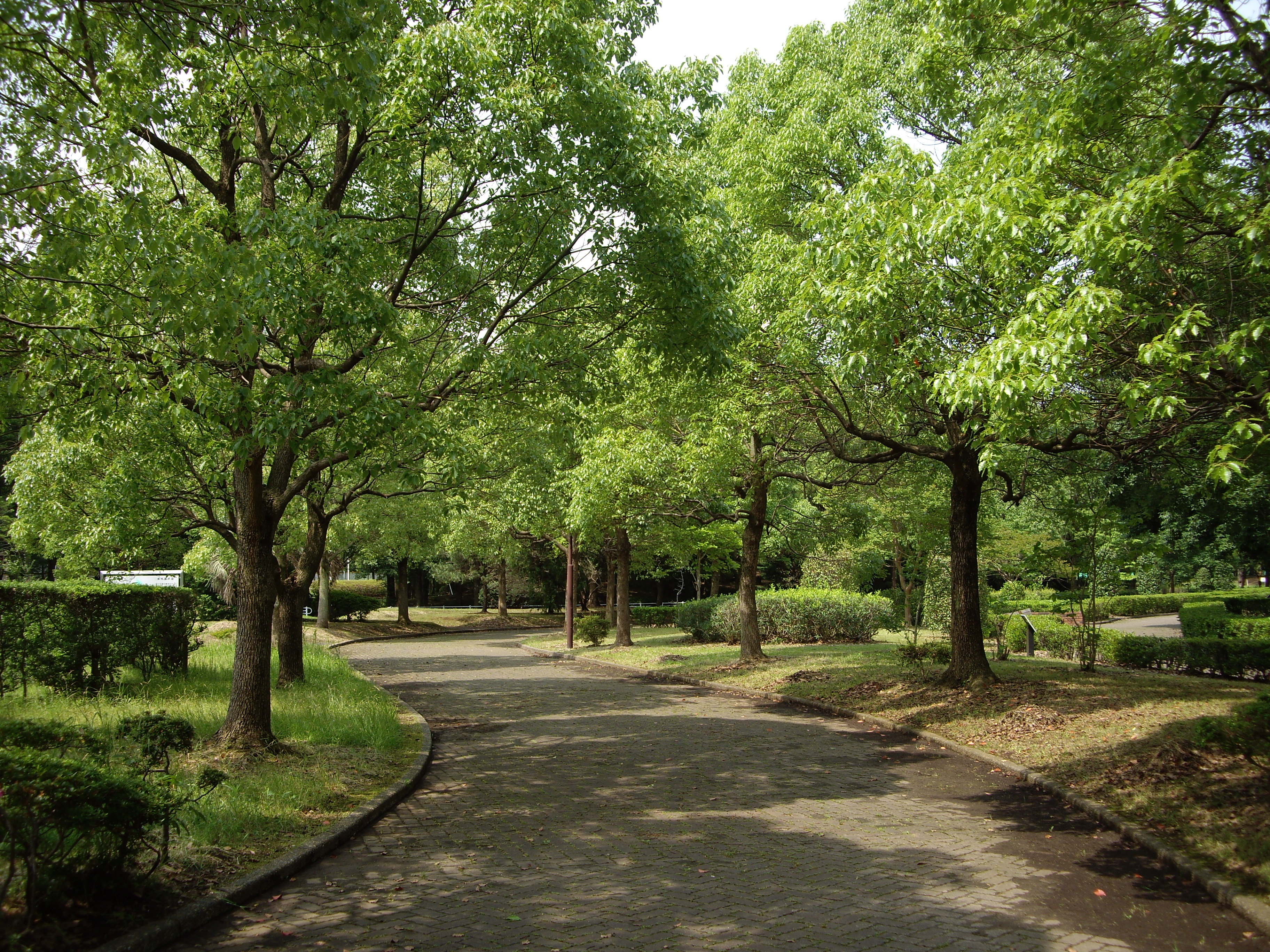
並木道(2)
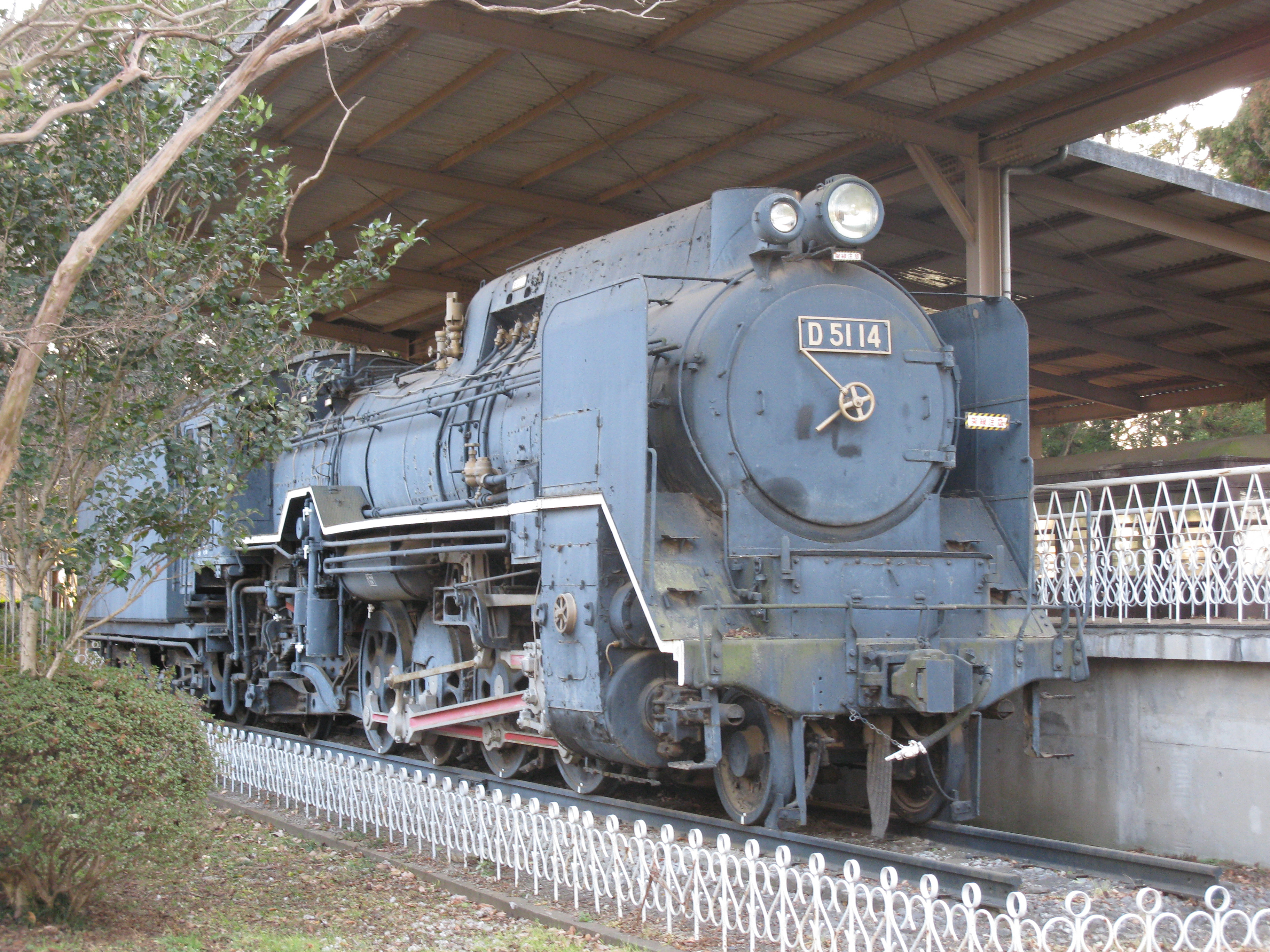
当公園に保存されているD51 14

## 交通
- 鉄道

首都圏新都市鉄道つくばエクスプレス流山セントラルパーク駅より徒歩3分